# Tomás de Merlo

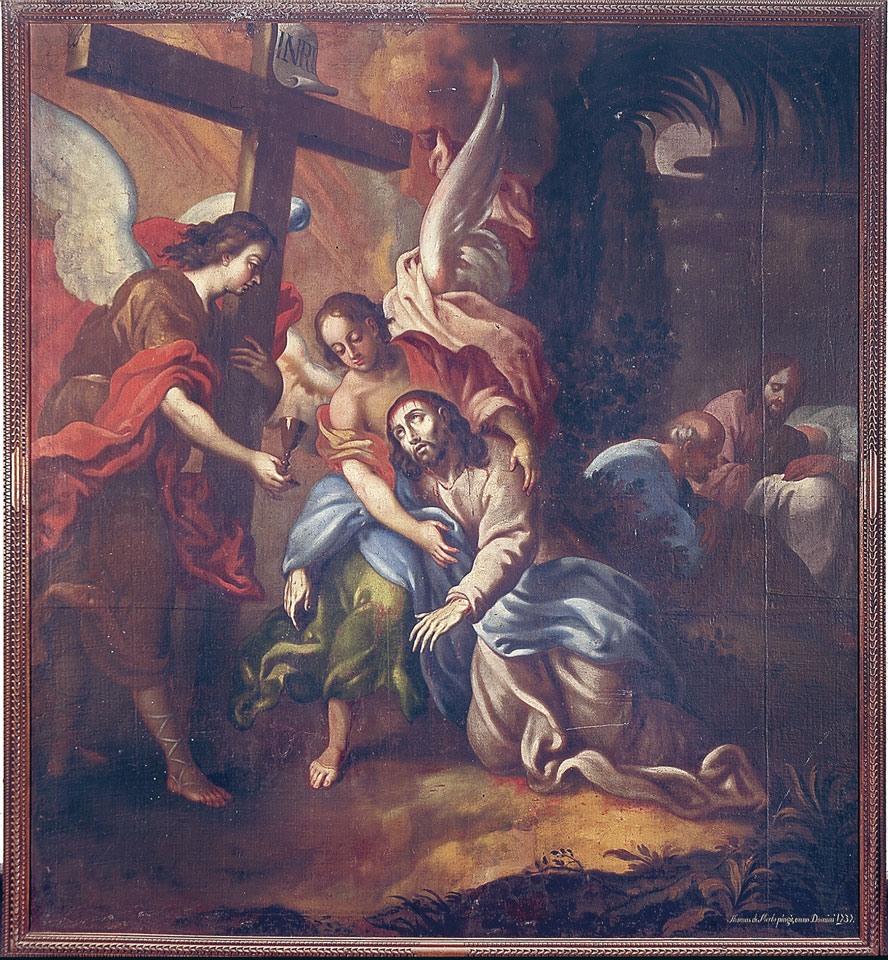
La oración del Huerto, óleo sobre lienzo, antes en la Ermita del Calvario, Antigua Guatemala, de donde fue robado en 2014

Tomás de Merlo (Guatemala, 1694-1739) fue un pintor guatemalteco activo en los albores del barroco antigüeño. Algunos de sus cuadros se exponen actualmente en el Museo Nacional de Arte Colonial, en la Antigua Guatemala, aunque hay cuadros de su autoría en algunas iglesias, tal es el caso de la pintura de la Virgen del Pilar con las monjas fundadoras, se localiza en la Iglesia de San Miguel de Capuchinas, en la Nueva Guatemala de la Asunción, con el retrato de las seis monjas que fundaron el convento de las madres capuchinas, en la ciudad de Santiago de los Caballeros de Guatemala.
Las obras de Merlo en el Museo de Arte Colonial corresponden a cinco lienzos de la serie de la Pasión de Cristo pintada para la Ermita del Calvario de la Antigua Guatemala, donde debían sustituir las pinturas de una serie anterior, de Antonio Montufar, destruida en los terremotos de San Miguel en 1717. Integrada originalmente por once pinturas de gran formato, las seis piezas restantes se conservaron en la misma iglesia para la que fueron pintadas hasta 2014, cuando fueron robadas. También en el museo de arte colonial se conserva una Apoteosis de San Ignacio de Loyola, en la que el fundador de los jesuitas aparece ante un rompimiento de gloria, en una composición en dos registros, en la que en el registro inferior se le muestra instruyendo a personajes alegóricos masculinos que representan a América, Asia, África y Europa. En San Salvador de Horta del mismo museo, a diferencia de la mayoría de sus otras obras, no prevalecen los colores intensos que caracterizan a su paleta, de ricos tonos primarios como el rojo, blanco y azul, con una abundante gama de ocres.
Fue hijo del también pintor Thomás de la Vega Merlo y hermano de Pedro Francisco, quien practicó la misma profesión. 